# Roland Schaeffer

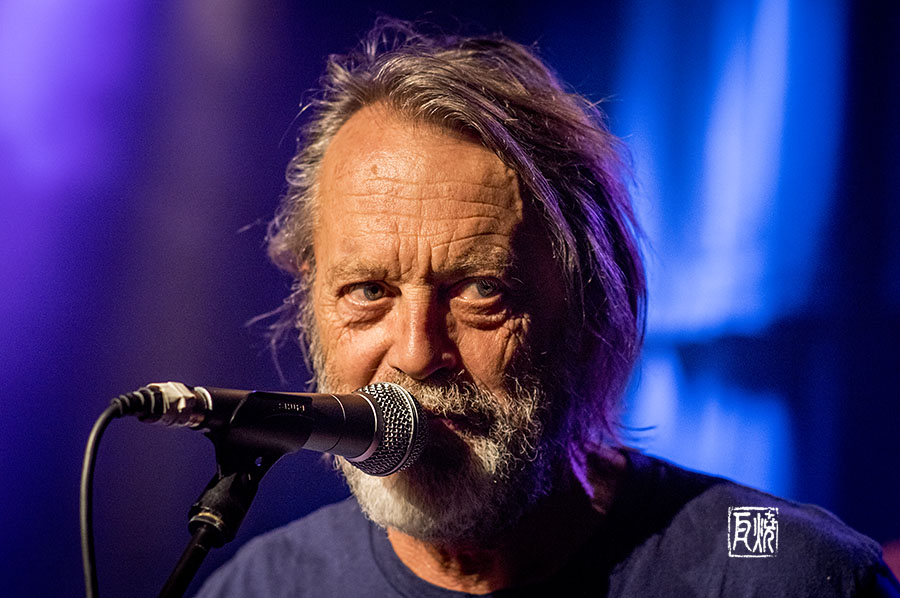
Roland Schaeffer (2016)

Roland Schaeffer (* 1950 in Baden-Baden) ist ein deutscher Musiker.

## Leben
Schaeffer wuchs in Baden-Baden auf und gründete 1968 mit einigen Musikern die Jazzrock-Band Fashion Pink, die sich 1972 in Brainstorm umbenannte und in der aktiven Zeit zwei LPs veröffentlichte. Im Anschluss an sein Abitur studierte er an der Hochschule für Musik Karlsruhe Saxofon und Kontrabass.
Nach der Auflösung von Brainstorm im Jahr 1975 wechselte er zur Band Guru Guru, mit der er bis 1982 spielte. Mit Butze Fischer († 2002) und Gerald Luciano Hartwig, beide von 1979 bis 1981 Musiker bei Guru Guru, startete er dann das Musikprojekt Dadadogs, mit dem er nach Indien reiste. Zwischen 1981 und 1985 lernte er das südindische Instrument Nadaswaram zu spielen. In dieser Zeit trat er auch gemeinsam mit Embryo, Dissidenten, Roman Bunka, Marque Löwenthal, Houssaine Kili, Rüdiger Oppermann, Hakim Ludin, Malamini Jobarteh und Mohammed Mounir auf.
Mitte der 1990er gründete er mit Heinrich von Kalnein und Jatinder Thakur die Band Free Winds, die zwei Touren durch Indien und Sri Lanka durchführte. Einige Jahre später schloss er sich wieder Guru Guru an, mit denen er bis heute auftritt.
Mit 66 Jahren wurde Schaeffer 2017 zum vierten Mal Vater.

## Diskografie

### Mit Brainstorm
- 1972 Smile a while (Intercord)
- 1973 Second Smile (Intercord)

### Mit Guru Guru
- 1976 Tango Fango (Metronome Brain)
- 1977 Globetrotter (Metronome Brain)
- 1978 Live (Metronome Brain)
- 1979 Hey DU (Metronome Brain)
- 1980 Mani in Germany (Messer Und Gabel/Fünfundvierzig)
- 1995 Wah Wah (Think Progressive)
- 1998 Moshi Moshi (Think Progressive)
- 1999 30 Jahre Live (Fünfundvierzig) 2 LP
- 1999 30 Jahre Live (Captain Trip) 3 CD
- 2000 2000 Gurus (Fünfundvierzig/Indigo)
- 2005 In the Guru Lounge (Revisited/SPV)
- 2008 PSY (Trance)
- 2009 Live on tour 2008 (Trance)
- 2011 Doublebind (Trance)
- 2013 Electric Cats (In-Akustik)

### Mit anderen
- 1975 mit Bröselmaschine: Peter Bursch und die Bröselmaschine (Intercord)
- 1977 mit Hellmut Hattler: Bassball (Bassball Records)
- 1980 mit Hausmusik: Earmail (Transmitter)
- 1980 mit Rich Schwab: Fast immer (Biber)
- 1982 mit Rich Schwab: Lieb doch einfach mich (Biber/Capriola)
- 1982 mit Dadadogs: Roland und die Dadadogs (Biber)
- 1982 mit Paramashivam: Paramashivam trifft Roland und die Dadadogs (Biber)
- 1989 mit Embryo: Turn Peace (Schneeball)
- 1993 mit Embryo: Ibn Battuta (Schneeball)
- 1996 mit Free Winds: Free Winds (Shamrock)
- 1996 mit Hakim Ludin: The Silk Road (Bellaphon)
- 1999 mit Free Winds: Indian Air (Shamrock)
- 2000 mit Gary Wright: Human Love (Koch/Orchard)
- 2002 mit Mani Neumeier: Birthday! (Fünfundvierzig/Indigo)

### Roland Schaeffer Solo, Trio
- 2003 Roland Schaeffer plays Baden Baden „Soundscapes“ (Klangwelten)
- 2011 Tiru CD